# 로드리고 데 라 세르나
로드리고 데 라 세르나(Rodrigo de la Serna, 1976년 4월 18일 ~ )는 아르헨티나의 배우이다. 《모터싸이클 다이어리》에서 알베르토 그라나도 역을 맡았다.

## 출연 작품
- 스틸 더 머니: 314 비밀금고 - 우루과요 역
- 인서프러블